# Jezioro Rozkoš
Jezioro Rozkoš (czes. Vodní nádrž Rozkoš) – sztuczne jezioro w północnej części Czech, w pobliżu miasta Česká Skalice.
- Maksymalna powierzchnia: 10,13 km²
- Pojemność: 76,154 · 106 m³
- Długość tamy: 412,5 m
- Wysokość tamy: 26,4 m

Jezioro zasilają Rovenský potok, Rozkoš oraz liczący 2,34 km długości kanał doprowadzający część wody z Úpy.
Budowę tamy rozpoczęto w roku 1951, jednak po roku prace wstrzymano. Ponownie budowę podjęto w 1964. Tama została ukończona w 1969.
Jezioro pełni funkcje przeciwpowodziowe, retencyjne, rekreacyjne oraz służy do hodowli ryb.

## Galeria

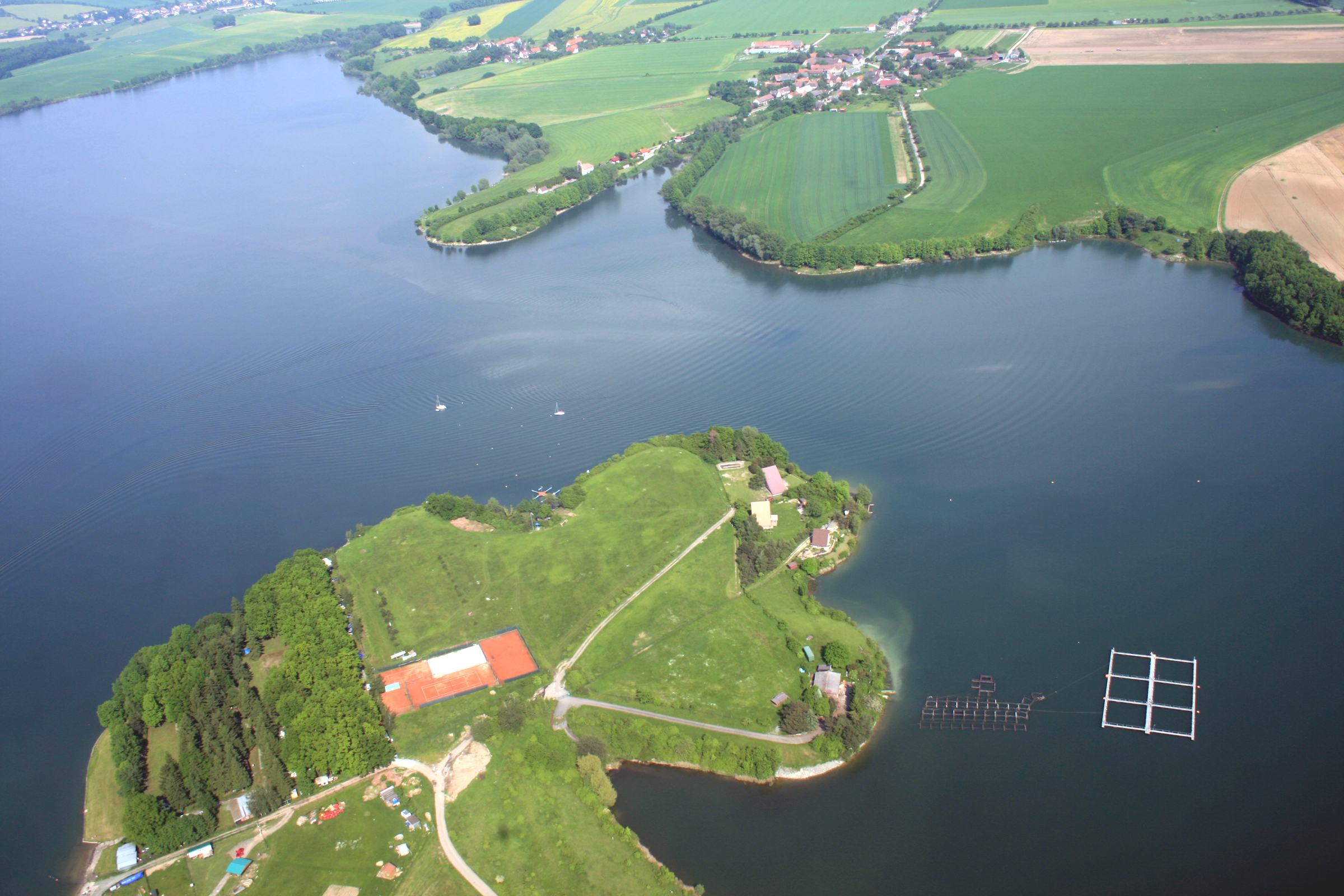
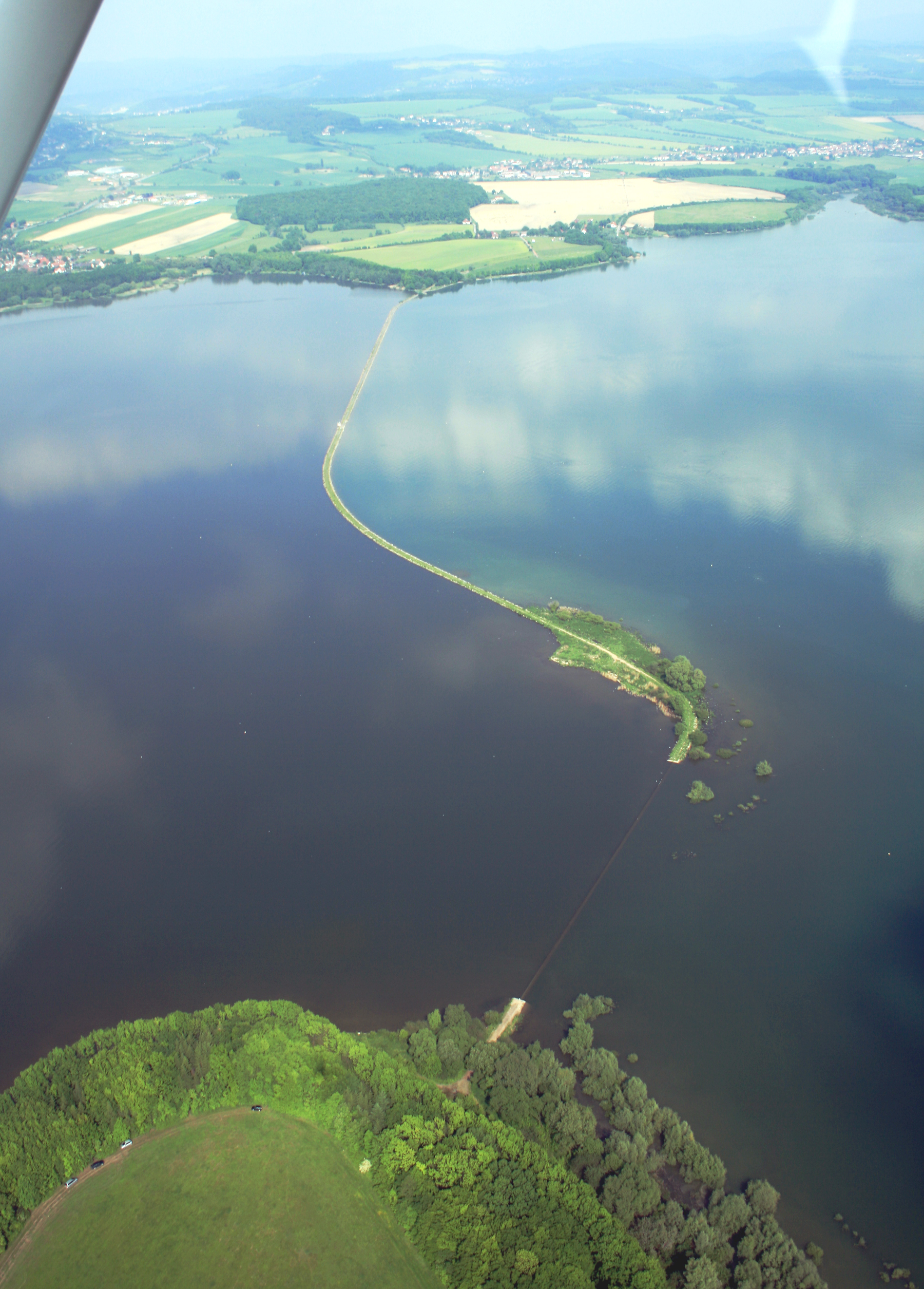
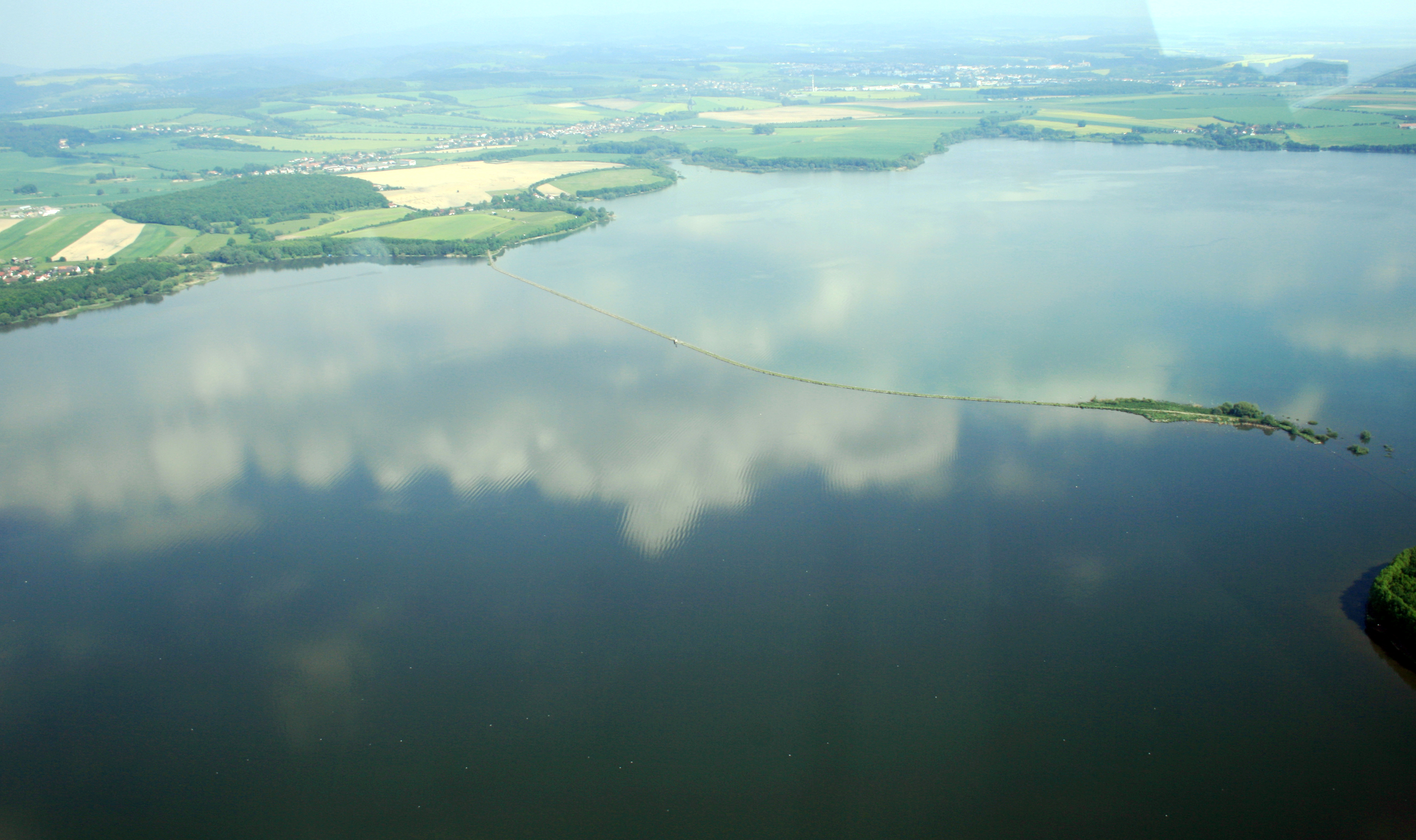
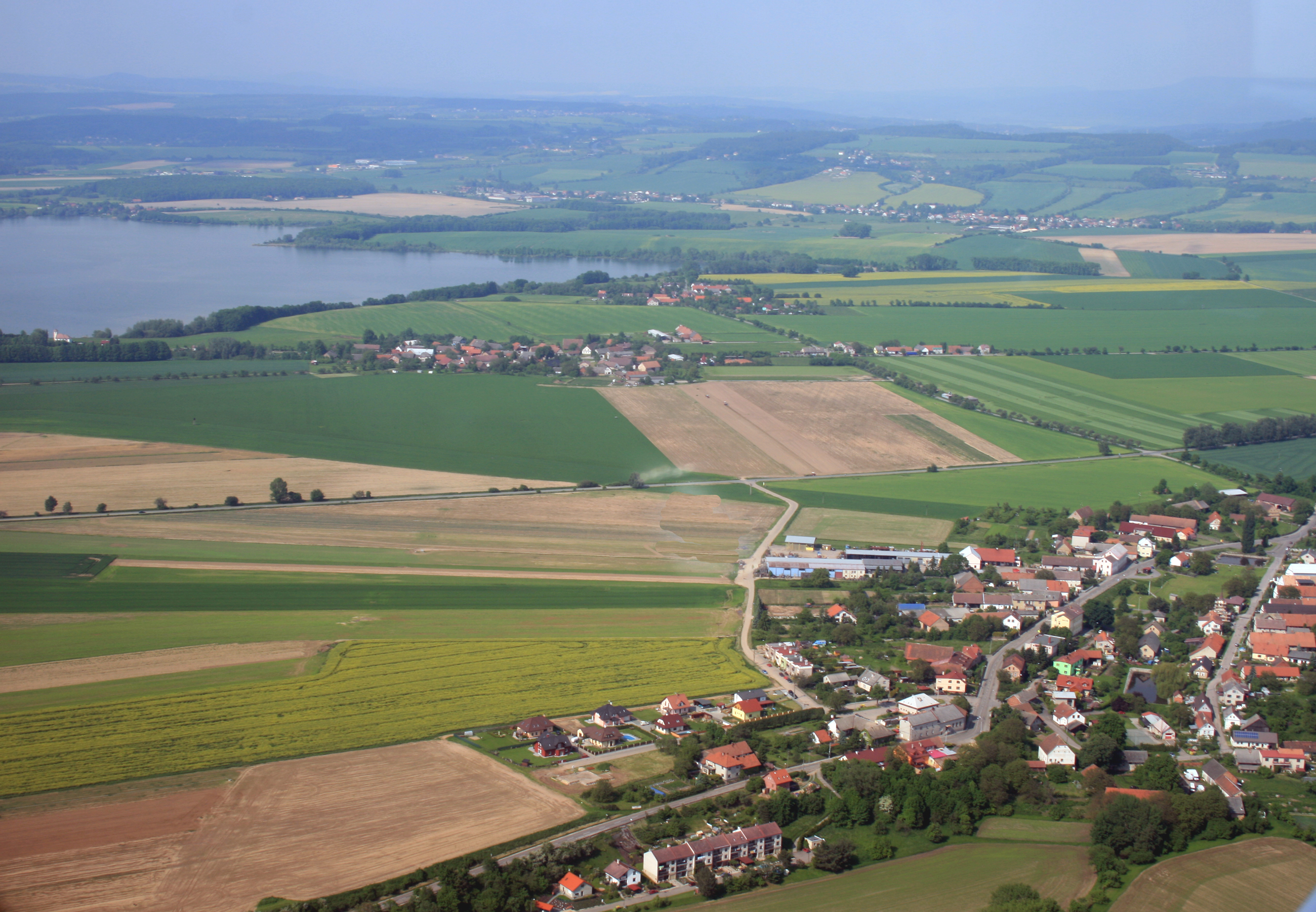